# Фрауэнхайм, Фриц
Фриц Фрауенхейм (нем. Fritz Frauenheim; 9 марта 1912, Берлин — 28 сентября 1969, Гамбург) — немецкий офицер-подводник, капитан 2-го ранга (1 декабря 1944 года).

## Биография
10 октября 1930 года поступил на службу в ВМФ кадетом. 1 января 1932 года произведен в фенрихи, 1 октября 1934 года — в лейтенанты. Служил на линейном корабле «Шлезвиг-Гольштейн» и легком крейсере «Карлсруэ».
В январе 1936 года переведен в подводный флот. В 1936—1937 годах первый вахтенный офицер подлодки — U-25.

## Вторая мировая война
1 октября 1937 года назначен командиром подлодки U-21, на которой совершил 5 походов, в основном в Северном море (проведя в море в общей сложности 72 суток). В ноябре 1939 года выставил мины, которые нанесли тяжелые повреждения британскому крейсеру «Белфаст».
6 января 1940 года сдал командование, а 11 марта принял подлодку U-101 (Тип VII-C). В ходе 4 походов (100 суток) он потопил 14 судов.
29 августа 1940 года награждён Рыцарским крестом Железного креста.
18 ноября 1940 года сдал командование и в декабре направлен инструктором во 2-ю подводную учебную дивизию.
С сентября 1941 года командовал 23-й, а с мая 1942 года — 29-й флотилиями.
Всего за время военных действий Фрауенхейм потопил 19 судов общим водоизмещением 75 870 брт. и повредил 2 корабля водоизмещением 15 655 тонн.
В мае 1945 года интернирован союзниками. В феврале 1946 года освобожден.